# Haroldo Rodas Melgar

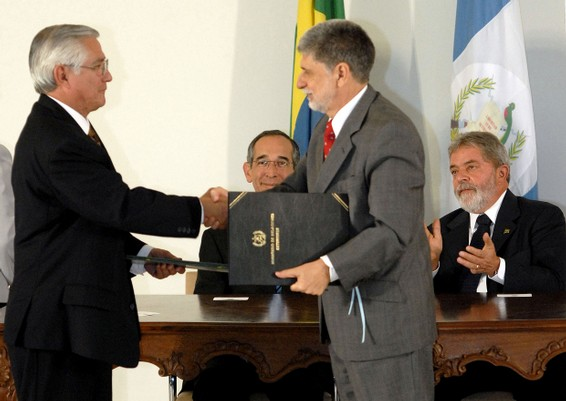
Haroldo Rodas (links) mit dem brasilianischen Außenminister Celso Amorim (April 2008)

Roger Haroldo Rodas Melgar (* 29. Mai 1946 in Guatemala-Stadt; † 14. Juni 2020 ebenda) war ein guatemaltekischer Wirtschaftswissenschaftler, Diplomat und Politiker.

## Leben
Nach dem Schulbesuch studierte er von 1964 bis 1971 Wirtschaftswissenschaften an der Universidad de San Carlos de Guatemala, das er mit einem Lizenziat abschloss. Im Anschluss war er mit Unterbrechungen bis 1980 Dozent und dann Professor für Wirtschaftliche Integration und Internationalen Handel sowie Direktor für Angewandte Wirtschaft an der Universidad de San Carlos de Guatemala. Außerdem war er von 1979 bis 1980 Exekutivsekretär der Föderation der Wirtschaftswissenschaftler Zentralamerikas und Panamas und zugleich Präsident des Kollegiums der Wirtschaftswissenschaftler Guatemalas.
Daneben gehörte er dem Diplomatischen Dienst an und war zwischen Juni 1974 und Juni 1976 Ständiger Vertreter beim Sekretariat des GATT in Genf sowie bei der Europäischen Union in Brüssel. Während dieser Zeit absolvierte er von September 1974 bis Dezember 1976 außerdem ein Postgraduiertenstudium am Institut Universitaire de Hautes Etudes Internationales in Genf, das er mit einem Master in Internationaler Wirtschaft beendete.
Im Januar 1977 wurde er dann  Chefökonom und Leiter des Multinationalen Projekts für Internationalen Handel zwischen Zentralamerika, Panama und der Dominikanischen Republik bei der Organisation Amerikanischer Staaten (OAS) mit Sitz in Washington, D.C. und San José. Dieses Amt hatte er bis Dezember 1985 inne. Von Oktober 1987 bis Dezember 1990 war er Generalsekretär der Unión de Países Exportadores de Banano (UPEB), eines zentral- und südamerikanischen Kartells von bananenexportierenden Staaten in Form einer internationalen Organisation mit Sitz in Panama.
Anschließend kehrte Rodas Melgar nach Guatemala zurück und war zwischen Januar 1991 und Juni 1992 Stellvertretender Minister für Auswärtige Angelegenheiten und erhielt den Rang eines Botschafters.
Danach erfolgte am 1. Juli 1992 seine Ernennung zum Regionaldirektor des Programms zur Unterstützung der Entwicklung und Integration in Zentralamerika (PRADIC) bei der Interamerikanischen Entwicklungsbank (Banco Interamericano de Desarrollo; BID). Am 1. März 1993 wurde er Internationaler Experte auf dem Gebiet der Verhandlungen im Internationalen Handel beim Entwicklungsprogramm der Vereinten Nationen (UNDP) und übte diese Funktion bis Dezember 1994 aus. Zuletzt war er von April 1995 bis November 2007 Generalsekretär des Wirtschaftssekretariats des Zentralamerikanischen Integrationssystems (SICA).
Am 14. Januar 2008 wurde er schließlich von Präsident Álvaro Colom Caballeros zum Minister für Auswärtige Angelegenheiten ernannt. Dieses Amt übte er bis Januar 2012 aus.
Er starb im Juni 2020 in seiner Wohnung an COVID-19.

## Veröffentlichungen
- Centroamérica y la Unión Europea. Las Relaciones Comerciales. (pdf; 68 kB) In: Europa América Latina, Nr. 11, Berichte und Analysen. Rio de Janeiro, 2003, S. 34–35, abgerufen am 15. Juni 2020 (spanisch, Link falsch).